# Emiliano Martínez
Damián Emiliano Martínez Romero (Mar del Plata, 2 de setembro de 1992) é um futebolista argentino que atua como goleiro. Atualmente joga no Aston Villa.
Emiliano começou sua carreira no Club Atlético Independiente após ser recusado na Base por outros clubes argentinos. Em 2010, seguiu para Base do Arsenal, onde chegou a se profissionalizar. Seguindo diversos empréstimos, Martínez foi titular na conquista da Supercopa da Inglaterra de 2020 pelos Gunners pouco antes de ir ao Aston Villa – onde tivera seus melhores momentos na carreira.
Pela equipe de Birmingham, Dibu mesclou boas performances por clube e Seleção e chegou a conquistar os principais prêmios de goleiro, como o Melhor Goleiro do Mundo pela FIFA em 2022 e 2024, bem como o Troféu Yashin em 2023 e 2024. Neste último ano, foi condecorado também para Seleção do Ano pela FIFA.
Mas seu grande destaque ocorreu enquanto defendia a Seleção Argentina de Futebol, pois lá venceu os principais troféus coletivos defendendo seu país. Iniciou a boa sequência vencendo a Copa América de 2021. Em 2022, derrotou a Itália na primeira edição da Copa dos Campeões CONMEBOL–UEFA.
Destacou-se na Copa do Mundo FIFA de 2022, sendo campeão e eleito o melhor goleiro do torneio. Em 2024, novamente pela Copa América, foi eleito para integrar o Elenco Ideal e foi condecorado com o bicampeonato.

## Carreira

### Início
Damián buscou iniciar sua carreira no futebol local, mas foi recusado para integrar a Base do Boca Juniors e do River Plate antes de ser aceito pelo Club Atlético Independiente aos 13 anos em 2006. Por lá, foi considerado um goleiro "descoordenado" e "desajeitado". Miguel Ángel Santoro, ídolo da equipe argentina e treinador das Categorias de Base, desenvolveu o jovem até a ida do guarda-redes à Europa em 2010.

### Arsenal

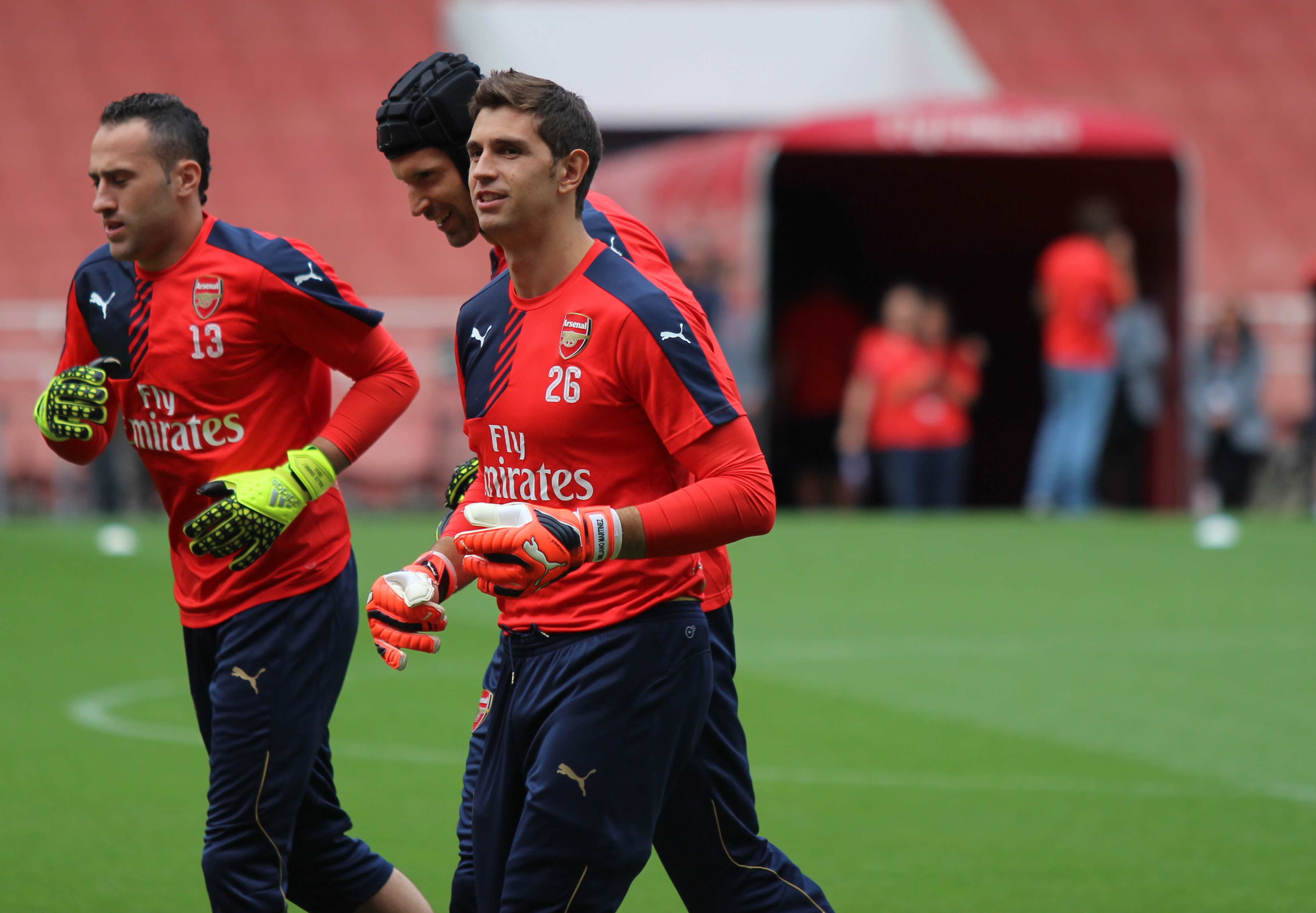
Emiliano aquecendo junto de David Ospina e Petr Čech pelo Arsenal em 2015.

Emiliano Martínez chegou ao Arsenal em 2010, aos 17 anos. Antes mesmo de fazer sua estreia, foi emprestado ao Oxford United, no dia 4 de maio de 2012, num "empréstimo de emergência", onde fez a sua estreia profissional um dia depois, em 5 de maio de 2012.
No dia 26 de setembro de 2012, Martínez fez a sua estreia pelo Arsenal.
O arqueiro ainda foi emprestado para o Sheffield United, Rotherham United – onde realizou sua primeira defesa de pênalti –, Wolverhampton – onde defendera duas penalidades na temporada, o maior número de sua carreira até aquele momento –, Getafe e Reading – tendo muito destaque nesta última equipe.

### Reading (empréstimo)
Em 23 de janeiro de 2019, Martínez foi contratado por empréstimo pelo Reading até o final da temporada 2018–19.
No último jogo da época, os adeptos do Reading gritaram o nome de Emiliano e imploraram para que ficasse permanentemente, porém Reading e Arsenal não se acertaram.

### Retorno ao Arsenal

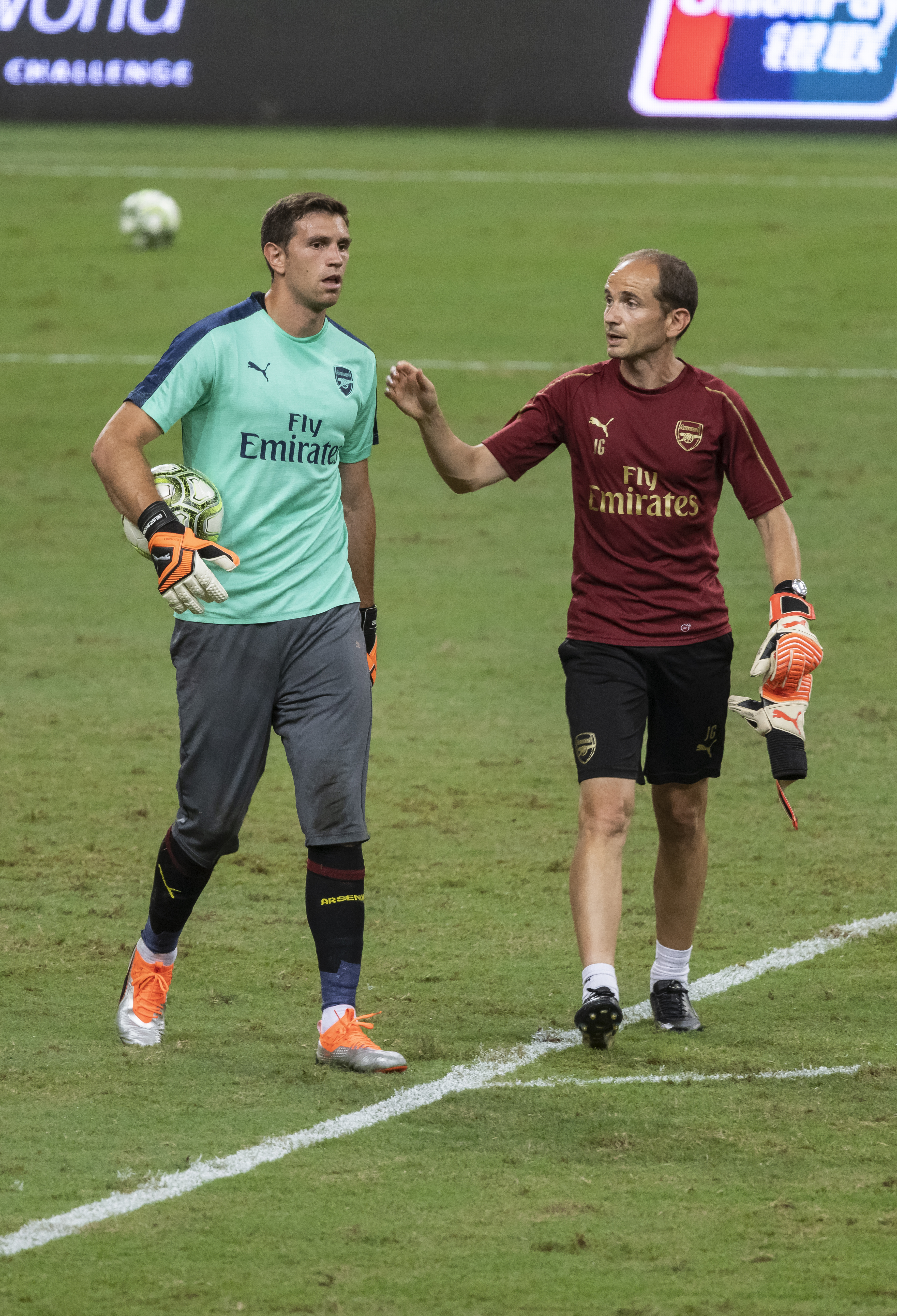
Emiliano pelo Arsenal em 2018.

Ao retornar da última equipe, ganhou uma sequência nos Gunners. O momento veio após a lesão de Bernd Leno no dia 20 de junho de 2020. Emi saiu do banco para fazer a sua primeira aparição na Premier League após quase quatro anos.
Na temporada 2019–20, participou ativamente da reta final da Premier League e de todos os jogos dos Gunners na Copa da Liga Inglesa e da Copa da Inglaterra. Também participou de toda Fase de Grupos da Liga Europa, mas deixou de estar e campo nos 16 avos e viu do banco de reserva a Eliminação dos ingleses diante o Olympiacos FC antes das Oitavas.
Seu melhor momento foi quando assumiu a titularidade na FA Cup, pois além de fazer todos os jogos, sofrera somente três gols em seis jogos e consagrou-se campeão após derrotarem o Chelsea por 2–1. O título o levou a disputar a Supercopa da Inglaterra de 2020 – seu último jogo com a camisa vermelha – e lá comemorou novamente a Taça após a derrota do Liverpool nas penalidades – onde não defendera nenhuma cobrança.

### Aston Villa
Após à volta do alemão Leno à meta dos Gunners, Emi novamente perdeu espaço, e optou por se transferir para o Aston Villa, no dia 16 de setembro de 2020, em um negócio de até 20 milhões de libras. Ele assinou um contrato de quatro anos. Cinco dias depois, na primeira rodada da Premier League de 2020–21, defendeu seu primeiro pênalti com a camisa da equipe aos 36 minutos após cobrança de John Lundstram. Eventualmente, o clube de Birmingham vencera a partida em questão por 1–0 diante o Sheffield United.
Sua chegada ao Villa foi essencial para o crescimento de sua carreira. Meses após sua chegada na equipe tradicional da Inglaterra, em junho de 2021, o guarda-redes estreou oficialmente pela Seleção Argentina de Futebol após uma temporada de titular na Premier League.
Na época seguinte, a equipe tivera um desempenho menos regular e passou a transitar por posições mais baixas na temporada, em tal período sofrera duas goleadas onde sofrera quatro gols contra o West Ham na 10ª jornada e ao Tottenham Hotspur na 32ª. Em 38 partidas, a equipe atingiu 45 pontos na Liga e posicionou-se apenas na 14ª colocação, três a menos que na edição passada, onde somaram 55 pontos. No Campeonato Inglês, ainda conseguiu defender um pênalti de Pierre-Emerick Aubameyang na 9ª rodada, mas o atacante do Arsenal estufou as redes no rebote. Os Gunners, então, venceram o jogo por 3–1.

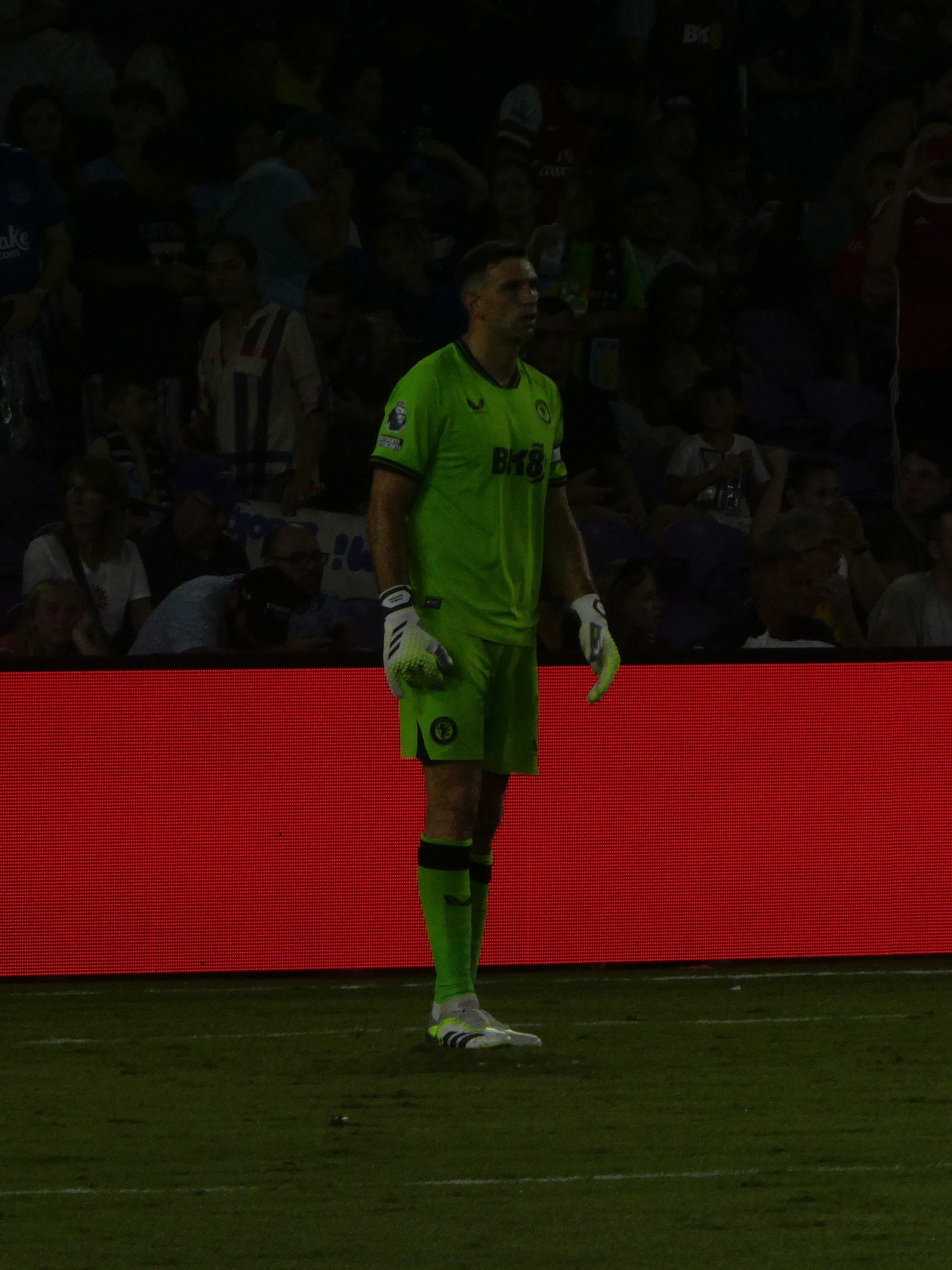
Dibu em 2023 pelo Aston Villa.

A partir da Premier League de 2022–23, Dibu e os companheiros tivera uma crescente que potencializou-os de tal modo que alcançaram a 7ª posição – ainda que Unai Emery tivesse chegado pouco antes do fim do primeiro turno – na 15ª rodada, onde Dibu foi capitão contra o Manchester United – com o Villa fazendo uma época muito modesta. O espanhol aproveitou-se do talento de Douglas Luiz, Ollie Watkins e do próprio Emi que defendeu uma penalidade de Wilfried Zaha na 3ª rodada – pouco antes dele estufar as redes no rebote – contra o Crystal Palace, para tornar a equipe ofensiva e produtiva a ponto deles atingirem os 61 pontos e se classificarem à Liga Conferência da UEFA pela primeira vez na história; e atingiram vaga aos play-offs de uma competição europeia pela primeira vez desde 2010, quando foram eliminados nesta Fase da Liga Europa.
Por conta de seus feitos na equipe e na Seleção Argentina, onde foi Campeão do Mundo em dezembro de 2022, o jogador esteve presente na Ballon d'Or 2023. Lá, vencera o prêmio Lev Yashin de Melhor Goleiro do Mundo e atingiu a posição 15 no top 30 de Melhores Jogadores da Temporada – o segundo goleiro mais bem colocado, através apenas de Yassine Bounou. A pontuação que o argentino atingiu foi o suficiente para que ele ultrapassasse nomes populares como Karim Benzema, Jude Bellingham, Harry Kane e o compatriota Lautaro Martínez.
No dia 27 de fevereiro de 2023, atingiu os 26 pontos e foi nomeado como o Melhor Goleiro do Mundo pelo The Best FIFA Football Awards 2022. No pódio, o guarda-redes superou os 20 pontos de Thibaut Courtois e os 14 do marroquino Yassine Bounou.
A temporada 2023–24 da equipe foi cercada de momentos positivos, mas nenhum título. O clube pôde conquistar seu espaço na Fase de Grupos da Liga Conferência Europa da UEFA e lá dedicou-se na busca pelo título. Os ingleses estrearam mal ao perderem ao Legia Warsaw e tivera essa como sua única derrota até a chegada da semifinal. A equipe classificou-se às Oitavas e eliminaram, na sequência, o Ajax e o Lille – onde o argentino brilhou ao defender duas cobranças. Na primeira, provocou os franceses e foi advertido com um cartão amarelo. Quando agarrou a penalidade final, fizera uma discreta dança em comemoração ao feito e pôs o dedo na boca pedindo silêncio à torcida adversária.
Ao enfrentarem o Olympiacos FC, porém, sofreram duas derrotas. Com o agregado somando 6–2, eles não tiveram a chance de disputar o título continental que eventualmente seria vencido pelos gregos.
Na Premier League de 2023–24, o Villa iniciou mal ao perderem a partida contra o Newcastle United por 5–1. Contudo, continuou a depender do talento ofensivo de Watkins e das defesas precisas do arqueiro para conquistar resultados tidos como improváveis. Na época, derrotaram o Chelsea por 1–0 no Stamford Bridge pela 6ª rodada; deixaram o placar em 2–1 contra os Spurs no Tottenham Hotspur Stadium na 13ª jornada; sobressaíram-se diante o Arsenal e o Manchester City por 1–0 nas rodadas 15 e 16, ambas no Villa Park; e voltaram a impedir que os Gunners atingissem o topo da tabela na 33ª partida quando os derrotaram por 2–0 no Emirates Stadium. Esse foi uma partida crucial para a equipe de Mikel Arteta, pois os Citizens de Josep Guardiola aproveitaram essas falhas para os ultrapassarem na tabela e conquistar a Liga pela quarta vez consecutiva – um recorde no país.
Apesar dos jogos fortes contra o Big Six inglês, a equipe transitou por derrotas contra times menos qualificados. Entre perdas de pontos importantes e empates casuais, o clube não brigou insistentemente pelo troféu inglês, mas conseguiu obter vaga direta à Liga dos Campeões da UEFA (Com 68 pontos e a 4ª colocação) pela primeira vez desde a temporada 1982–83, quando tinham sido campeões Continentais pela primeira vez na edição passada.
Esta grande época elevou novamente o nome de Emiliano. Cientes de seu sucesso individual, o guarda-redes superou Unai Simón e Andriy Lunin no top-3 do troféu Lev Yashin e comemorou a segunda condecoração individual consecutiva como Melhor Goleiro do Mundo na Ballon d'Or 2024. Ele figurou novamente no Top-30 de Melhores Jogadores, dessa vez ocupando a posição 18 e superando nomes de destaque como Martin Ødegaard, Cole Palmer e Antonio Rüdiger.
Além dessa premiação dada pela France Football, o argentino esteve novamente com o prêmio de Melhor Goleiro do Mundo, dessa vez dado pela FIFA. No dia 17 de dezembro de 2024, no The Best FIFA Football Awards, Emi atingiu 26 pontos e superou Ederson (16 pontos) e Unai Simón (13 pontos) na disputa do prêmio. Eventualmente, também integrou o 11 Ideal da FIFA pela primeira vez.
Valorizado, o argentino iniciou mais uma época com a equipe inglesa. Pela Liga dos Campeões da UEFA de 2024–25, o jogador fizera seu debut vencendo o BSC Young Boys por 3–0. Na nova edição da Fase de Liga, onde precisaria atingir oito partidas, foi capitão em jogos diante o Bayern, Monaco e Celtic. Ele foi titular 100% do tempo e sofreu apenas seis gols nesse período. Eventualmente, os ingleses foram às Oitavas e eliminaram o Club Brugge KV antes de serem despachados diante o PSG pelo placar agregado de 6–4 nas Quartas de Final.
Dibu também tivera sua primeira grande época em Copas. Após mais uma eliminação precoce na Copa da Liga Inglesa de 2024–25, a equipe conseguiu grandes resultados e atingiu a semifinal da Copa da Inglaterra. Porém, enfrentando o Crystal Palace, os londrinos os superaram, pela segunda vez em uma Copa nacional, com uma vitória por 3–0.
O time tivera uma época relativamente consistente na Premier League, mas voltaram a ficar aquém de grandes troféus. Apesar do sul-americano ainda ser um jogador útil ao time, realizando suas tradicionais defesas de destaque, os ingleses careciam de resultados surpreendentes como no passado. Mesmo vencendo o Manchester City na 17ª rodada, tropeçavam em outros resultados tido como "mais fáceis", como quando empataram ambos os jogos contra o Ipswich Town, que viria a ser rebaixado com certa antecedência no futuro, ou sua derrota ao Manchester United de Ruben Amorim na pior participação dos Red Devils na Premier League, ou a vez que levaram gols de Jean-Ricner Bellegarde e Matheus Cunha em uma derrota por 2–0 diante o Wolverhampton Wanderers que brigava contra o rebaixamento naquele período.
Entre outras vitórias importantes, somado a empates em jogos que outrora perderam no turno inicial, o Villa somou 66 pontos e ficou com a 6ª posição na Liga. A equipe chegou a empatar com o Newcastle na pontuação, mas os critérios de desempate levaram a equipe que possuiu 20 vitórias – uma a mais que o time de Emi – a atingirem a última vaga restante para Liga dos Campeões.
Ao fim desta temporada, o arqueiro estava motivado a sair da equipe. Após a rodada final da época, o seu nome passou a ser, novamente, vinculado a equipes diferentes do cenário europeu, com o Manchester United e o Barcelona fazendo as primeiras relevantes sondagens pelo defensor.

## Seleção Argentina
Ainda sem sequer ter estreado profissionalmente, Martínez foi convocado para a Seleção Argentina para substituir Oscar Ustari para enfrentar a Nigéria, em 11 junho de 2011.
Oito anos depois, Emi foi convocado para as partidas contra Alemanha e Equador em 9 e 13 de outubro de 2019.
Após 10 anos de espera, Martínez fez sua estreia pela Argentina em 3 de junho de 2021, em um empate 1–1 com o Chile pelas Eliminatórias da Copa do Mundo FIFA de 2022.

### Copa América de 2021
No dia 11 de junho de 2021, foi convocado para a Copa América de 2021, onde teve atuações brilhantes, principalmente na semifinal que enfrentou a Colômbia, em uma partida tensa em que jogou muito, onde a decisão saiu nas penalidades. Na definição por pênaltis, ele se vingou de Yerry Mina (que conseguiu desconcentrar nos momentos anteriores, numa conduta que segundo alguns poderia ser considerada antidesportiva), ele defendeu três pênaltis, coroando assim uma atuação histórica que garantiu a Argentina na final e se transformar no goleiro que mais defendeu pênaltis (sem contar os chutes desviados pelo rival) em uma partida oficial, vencendo Sergio Goycochea, Carlos “Lechuga” Roa e Sergio “Chiquito” Romero que salvou até dois chutes. Na final, conseguiu ter boa atuação e defendendo um chute crucial de Gabriel Barbosa, do Brasil, que garantiu a 15ª conquista da Seleção Argentina após 28 anos. Também foi premiado como o melhor goleiro da competição.

### Copa do Mundo de 2022
Estreando na Copa do Mundo de 2022, no Catar, a Argentina começou com o pé esquerdo e Martínez sofreu dois gols na dolorosa derrota para a Arábia Saudita.

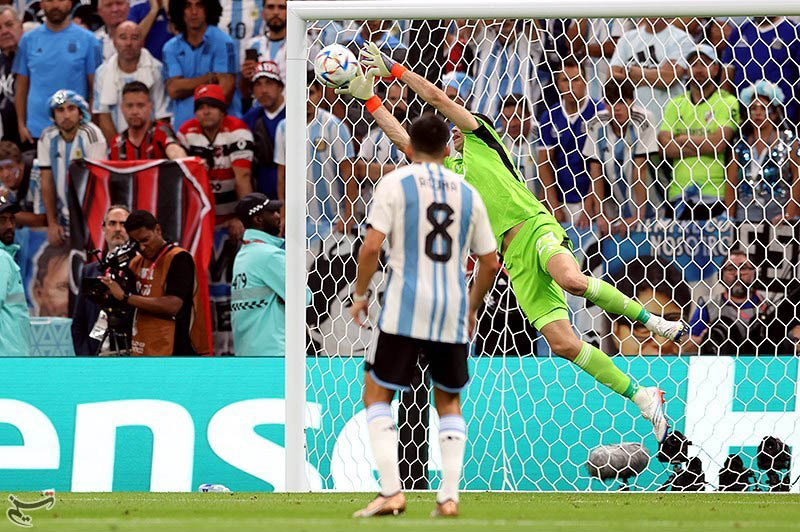
Martínez na Copa do Mundo FIFA de 2022.

Mas a partir daí manteve o zero contra o México e a Polônia, e nas oitavas de final contra a Austrália só conseguiu um gol contra de Enzo Fernández, além de uma defesa sensacional no fim da partida.
No duelo contra a Holanda manteve a baliza zerada até o minuto 83, quando sofreu um gol após cabeçada difícil de Wout Weghorst. Como todos os argentinos, surpreendeu-se com a cobrança de falta com que os holandeses empataram por 2–2 aos 101 minutos. Mas nos pênaltis, sua especialidade, Martínez brilhou com duas defesas fundamentais para a vitória.
Durante a final, novamente Martínez, manteve a meta a zero até o minuto 81, quando Kylian Mbappé fez um doblete em dois minutos. O francês marcou mais um pênalti na prorrogação para empatar o placar em 3–3. No último minuto do segundo tempo da prorrogação, Martínez voltou a brilhar com uma defesa extraordinária a um chute de Kolo Muani. Já na disputa de pênaltis, Martínez defendeu o chute de Kingsley Coman.
Foi eleito o melhor goleiro da copa e comemorou o recebimento do troféu, o segurou em frente às suas partes íntimas. Como justificativa para a atitude, em entrevista à rádio argentina La Red, o goleiro disse que o gesto foi uma resposta aos torcedores franceses: “Fiz isso porque os franceses estavam me vaiando, a soberba comigo não funciona”

### Copa América 2024

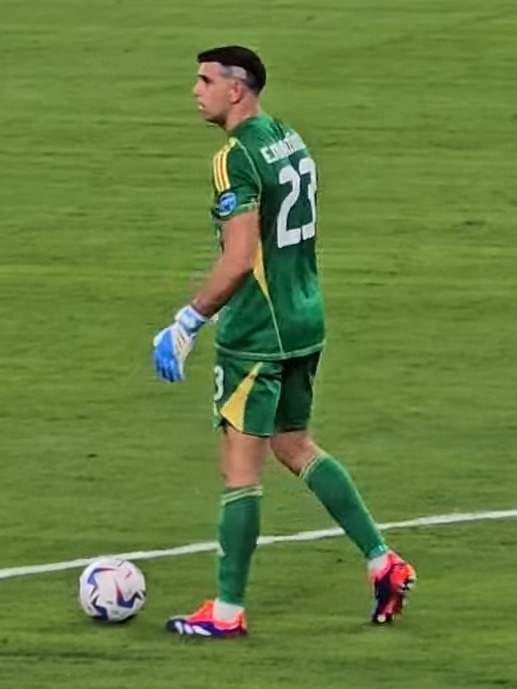
Dibu, na Copa América de 2024.

Dibu foi fundamental para a conquista do título argentino. Além de ter sofrido apenas um gol em seis jogos na competição, Emi brilhou na decisão por pênaltis contra o Equador nas quartas-de-final. Era impossível que outro goleiro levasse a Luva de Ouro.

## Vida privada
Em 22 de maio de 2017, ele se casou com Amanda "Mandinha" Gama, uma luso-brasileira nascida em Inglaterra, que a conheceu em Londres em 2009, durante seu tempo no Arsenal. O casal teve seu primeiro filho, Santiago, em junho de 2018. Em julho de 2021, nasceu sua segunda filha, Ava, que sua mãe deu à luz enquanto Emiliano estava fora com a equipe nacional para a Copa América.
O apelido "Dibu" surgiu quando ele ainda era criança e se deve à semelhança com o protagonista da série argentina Mi familia es un dibujo, que em Portugal é conhecida como A Minha Família É uma Animação, onde a personagem de Dibu chama-se "Neco".

## Títulos
Arsenal
- Supercopa da Inglaterra: 2014, 2015 e 2020
- Copa da Inglaterra: 2019–20

Seleção Argentina
- Copa América: 2021, 2024
- Copa dos Campeões CONMEBOL–UEFA: 2022
- Copa do Mundo FIFA: 2022

### Prêmios individuais
- Melhor goleiro da Copa América: 2021, 2024
- Equipe ideal da Copa América: 2021[83], 2024[13]
- Seleção do Ano da CONMEBOL pela IFFHS: 2021[84]
- Luva de Ouro da Copa do Mundo FIFA: 2022
- Melhor Goleiro do Mundo da FIFA: 2022, 2024[7]
- Troféu Yashin: 2023,[85] 2024
- Melhor goleiro do Mundo pela  IFFHS: 2024[54]
- Seleção do Ano da FIFA: 2024[9]
- Seleção Ideal da Copa América pela IFFHS: 2024[86]